# 祖尼火箭
祖尼火箭弹是服役于美国军方的127毫米火箭弹，主要用于对地或者对空的战斗，并拥有多种型号以供作战需求的选择。它通常挂载于LAU-10火箭荚仓上，并且每个荚仓可以携带最多4枚火箭。

## 研製
在1950年代初，美国海军武器试验基地开始着手开發一种新型的127mm火箭以取代高速火箭。
祖尼火箭弹最初是无制导的，本作为美国空军战斗机的对空作战武器研制的。祖尼航空火箭採用了一个模組化组成的火箭发射系统,可以搭载不同类型的弹头和引信,並成为了的AIM-9“响尾蛇”空空导弹的研制基础。。火箭原本以空中战斗为主而进行研发生产，所以在初期的火箭建造上最常见的便是空爆引信。祖尼火箭于1957年被批准量產。期间是用来各种类型的弹头和引信进行测试,最终LAU-10火箭荚仓成为携带该火箭弹主要装备。

## 服役史

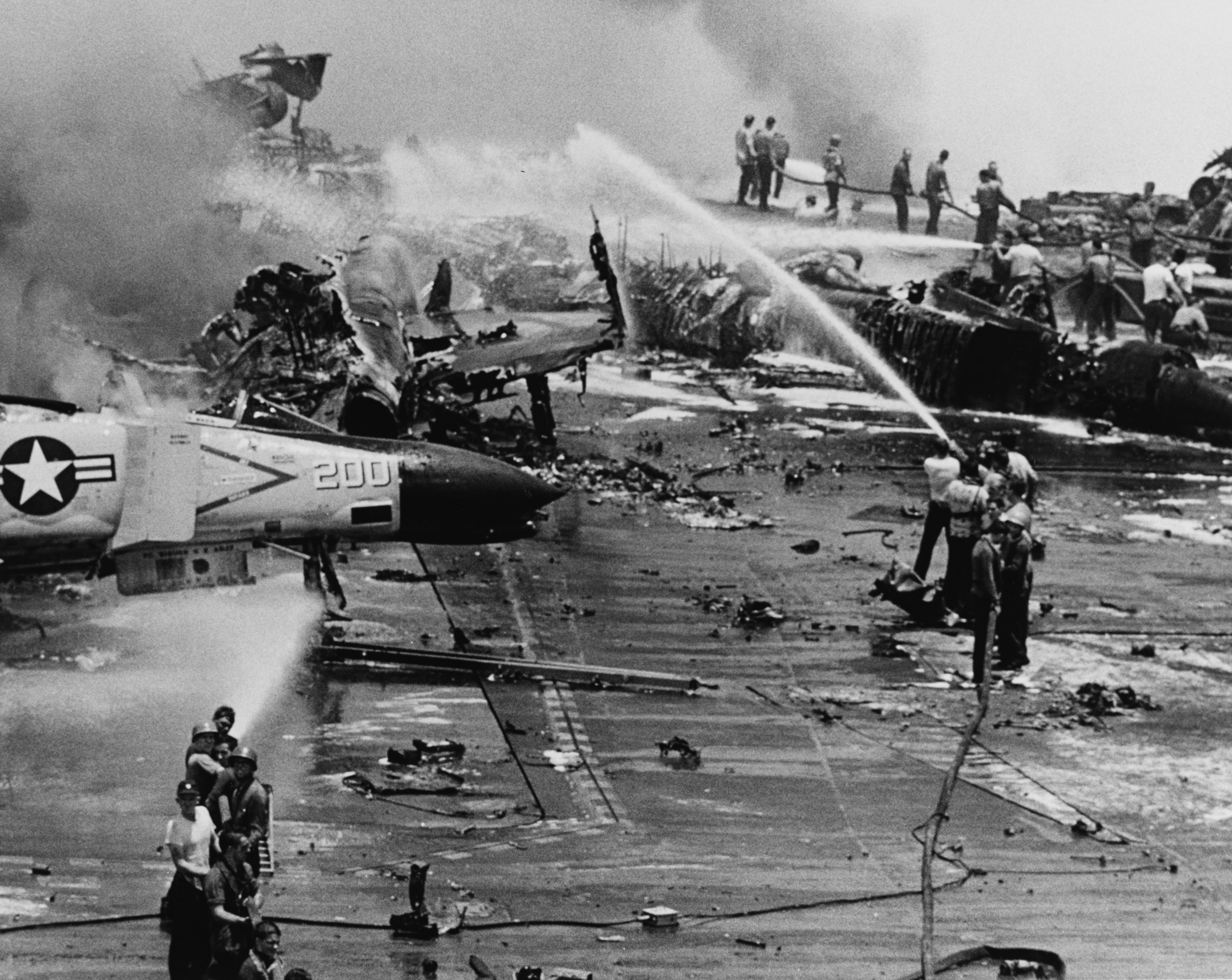
1967年，一枚祖尼火箭爆炸引发的福萊斯特號航空母艦大火意外。

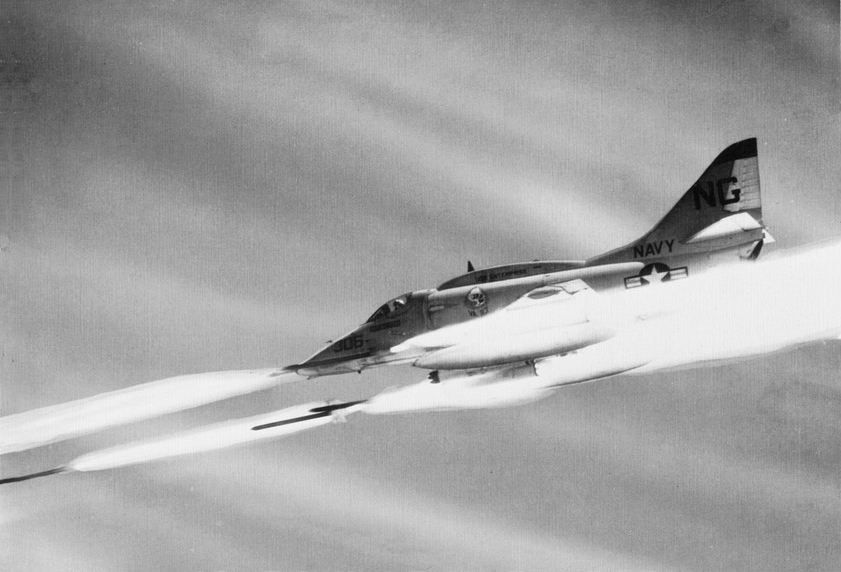
1968年，一架正在发射祖尼火箭的VA-113 A-4F攻擊機于溪山战役

1965年9月6日，巴基斯坦空軍的六架F-86軍刀戰鬥機於第二次印巴戰爭期間，以祖尼火箭攻擊印、巴邊界城市瓦加駐紮的印軍，為此型火箭彈首次於實戰應用。
无制导的“祖尼”火箭弹用于对空作战精度太差，反而在越战中对地攻击效果奇佳，因此该弹在美军多军种的固定翼战斗机和直升机上被广泛采用，更多的被用于打击地面目标。
一枚祖尼火箭于1967年在福萊斯特號航空母艦上走火引發大火，导致了134人的丧生。1969年企业号航空母舰的火箭又一次爆炸，导致27人丧生,314人受伤，15架飞机被毁。
2023年，美国对乌克兰军事援助4000枚祖尼火箭彈，並搭載於烏軍的Su-25攻擊機上。美國將最後一批祖尼火箭庫存轉移到烏克蘭。2024年6月，烏克蘭已經耗盡了所有祖尼火箭，這可能表明世界上再也沒有可用於作戰的祖尼火箭。

## 发展使用
澳大利亚政府将祖尼火箭捐赠于澳大利亚空间研究所（ASRI）以让学员操作使用以便改进，改进后的火箭每年都有少量的改进型号被试射出去。
ASRI改进了火箭弹的头锥和负载结构，使得火箭能够有效载荷达到20公斤，以安装各种不同的弹种。祖尼火箭可以在发射40秒内飞行达5.9公里，并且于1.4马赫速度进行发射飞行。

## 雷射導引型火箭系统
雷射導引型号的祖尼火箭是祖尼火箭的一种升级和改良型 与九頭蛇70航空火箭彈的自动引导系统类似雷射導引系统由WGU-58/B组成，火箭弹前端有一个能改变方向的安定翼以便更新航向。该武器需要半自动镭射锁定以精确的打击目标。
  该武器仅仅是每个海军陆战队航空部队的计划草案 LAU-10火箭荚仓能适用于多种类型的战斗机,例如AV-8B“鹞”、F/A-18大黄蜂、AH-1Z蝰蛇攻擊直升机等载具。
在进入空空导弹时代后，美军也很少使用这种无制导火箭弹了。而对其最后一次大升级就是2009年将一部分升级成了半主动激光制导版，並成功完成了一次雷射導引的打击任务，但美军使用的仍不多。

## 流行文化
祖尼火箭弹在2013年第一人称射击游戏《战地4》（Battlefield 4）中以载具武装配件的形式出现，并且可以装载在步兵战车、防空车、攻击快艇、攻击直升机上。